# USS Stoddert (DD-302)
Za druga plovila z istim imenom glejte USS Stoddert.
USS Stoddert (DD-302) je bil rušilec razreda Clemson v sestavi Vojne mornarice Združenih držav Amerike.
Rušilec je bil poimenovan po ameriškem politiku Benjaminu Stoddertu.

## Zgodovina
10. januarja 1933 so rušilec izvzeli iz aktivne službe in večino posadke dodelili mobilni tarčni ladji USS Lamberton (AG-21). Iz registra ladij Vojne mornarice ZDA je bila odstranjena 5. junija 1935 in bila nato 30. avgusta istega leta prodana za razrez.